# Зелёные (Франция)

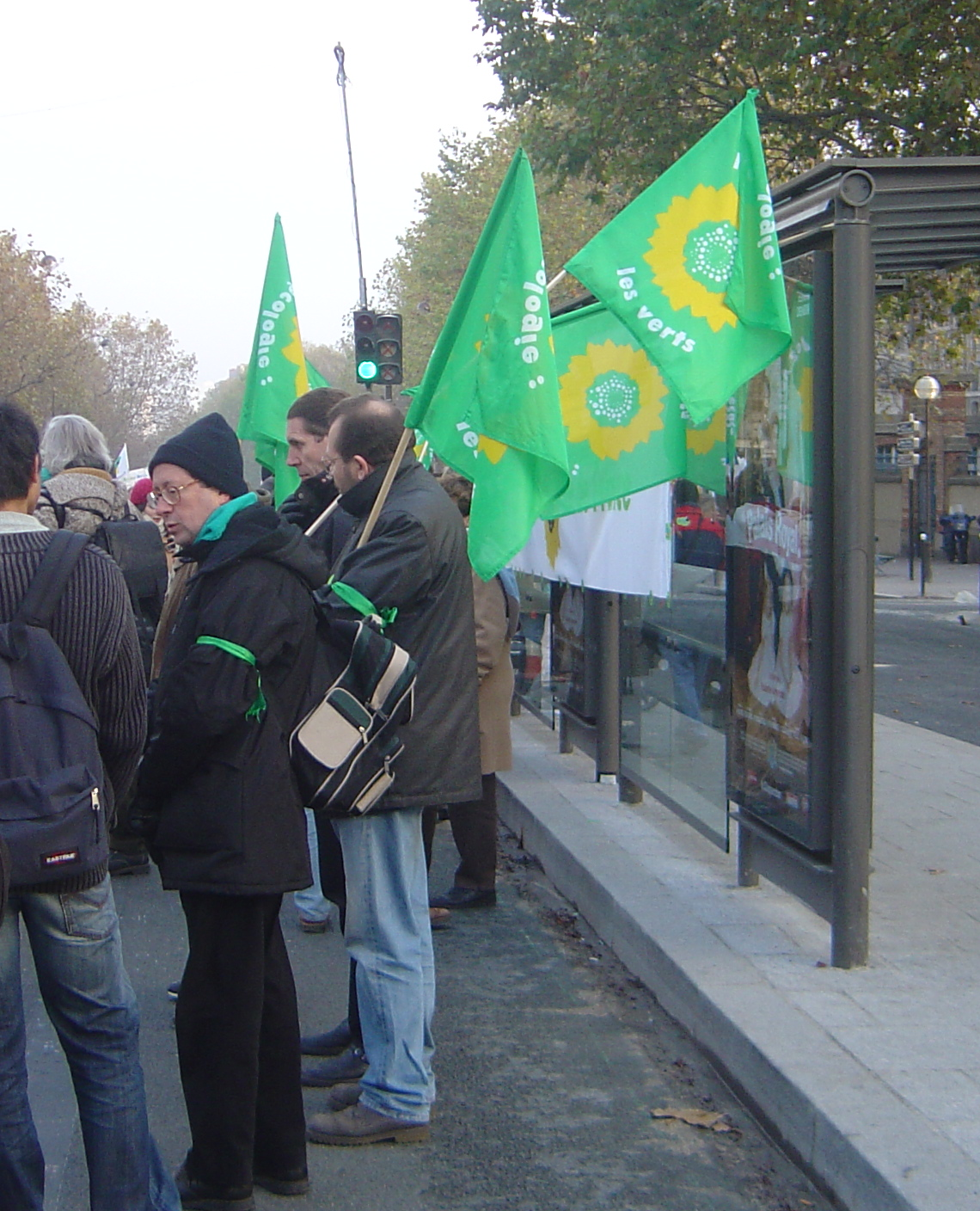
Зелёные на манифестации в защиту общественного сектора и против приватизаций (2005)

Зелёные, Конфедерация экологистов — Партия экологистов (фр. Les Verts, Confédération écologiste - Parti écologiste) — французская левая политическая партия экологов, существовавшая с 1984 по 2010. Вошла в состав партии «Европа Экология  Зелёные». Лидер партии с 2006 года Сесиль Дюфло. Впоследствии она же возглавила объединение партий.

## История
Участие экологов в политической жизни Франции началось в 1970-х годах. Символом начала экологического движения стало участие эколога Рене Дюмона в президентских выборах 1974 года. После этого экологи под разными названиями («Экология 78», «Европа—Экология», «Экология сегодня» и прочие) стали участвовать во всех муниципальных, парламентских и президентских выборах.
Движение «Зелёные» зародилось в 1984 после слияния «Партии экологов» (ранее «Движение политической экологии») и «Конфедерации экологов». Лидер Зелёных с 1986 года Антуан Вэхтер сформировал политическую линию: «ни правые, ни левые». Он был кандидатом от «Зелёных» на президентских выборах 1988 года, где получил 3,8 % голосов (150 000).
В 1989 «Зелёные» с Антуаном Вэхтером, возглавлявшим список, получили наилучшие результаты на Европейских выборах: 10,6 % голосов. В 1994 году на Генеральной ассамблее в Лилле «Зелёные» отказались от политики «ни правые, ни левые». В основном они блокируются с левыми силами, хотя всегда оставляют за собой свободу действий. Практически никогда они не вступали в альянс с правыми из-за непреодолимых идеологических противоречий. Вэхтер покинул «Зелёных» в 1994 году и основал Движение независимых экологов.

## После 1995 года
23 апреля 1995 года Доминик Вуане, кандидат от зелёных на президентских выборах, получила 3,3 % голосов (чуть более миллиона). После победы левых и зелёных на парламентских выборах 1997 года Доминик Вуане вошла в правительство Лионеля Жоспена в качестве министра окружающей среды и региональной политики. В 2001 году её сменил Ив Коше. В 2000 второй кандидат зелёных вошёл в правительство: Ги Аскоэ государственным секретарём по общественной экономике. В Национальном собрании они образовали фракцию вместе с радикал-социалистами и Движением граждан.
На президентских выборах 2002 года кандидат Зелёных Ноэль Мамер получил 5,25 % голосов (1,5 миллиона).
В 2010 году партия объединилась с «Европой Экологией» в партию «Европа Экология Зелёные».